# 帰郷 (1970年の映画)
『帰郷』（ききょう、ロシア語: Бег）は、1970年に公開されたソ連の歴史ドラマ映画。 ミハイル・ブルガーコフの戯曲『戯曲』を元にしている。監督、脚本はアレクサンドル・アロフ、ウラジミール・ナウモーフ。この映画は第24回カンヌ国際映画祭コンペティション部門で上映された。

## キャスト
| 役名                       | 俳優                             | 日本語吹替   | 日本語吹替 |
| 役名                       | 俳優                             | テレビ朝日版 | VHS版      |
| -------------------------- | -------------------------------- | ------------ | ---------- |
| セラフィーマ・コルズーヒナ | リュドミラ・サベーリエワ         | 鈴木弘子     | 田島令子   |
| セルゲイ・ゴルーブコフ     | アレクセイ・バターロフ           | 岩崎信忠     | 作間功     |
| チャルノータ将軍           | ミハイル・ウリヤーノフ           | 田中明夫     | 勝部演之   |
| フルードフ将軍             | ウラジスラフ・ドヴォルジェツキー |              | 納谷悟朗   |
| リューシカ                 | タチヤーナ・トカーチ             |              | 鷲尾真知子 |
| コルズーヒン               | エフゲニー・エフスチグネーフ     |              | 二見忠男   |
| フルンゼ                   | ロマン・ホミャートフ             |              | 山本廉     |
| クラピーリン               | ニコライ・オリャーリン           |              | 佐々木敏   |
| 白衛軍司令官               | ブルーノ・フレインドリッヒ       |              | 梶哲也     |
| チーヒー                   | ウラジーミル・オセーネフ         |              | 滝口順平   |
| アルトゥール               | ウラジーミル・バーゾフ           |              | 八代駿     |
| リーチコ                   | タマーラ・ロギーノワ             |              | 小宮和枝   |
| 大佐                       | オレーグ・エフレモフ             |              | 仁内建之   |

- テレビ朝日版：初回放送1979年3月25日『日曜洋画劇場』